# Osmanabad
Osmanabad è una città dell'India di 80.612 abitanti, capoluogo del distretto di Osmanabad, nello stato federato del Maharashtra. In base al numero di abitanti la città rientra nella classe II (da 50.000 a 99.999 persone).

## Geografia fisica
La città è situata a 18° 10' 0 N e 76° 2' 60 E e ha un'altitudine di 646 m s.l.m..

## Società

### Evoluzione demografica
Al censimento del 2001 la popolazione di Osmanabad assommava a 80.612 persone, delle quali 41.956 maschi e 38.656 femmine. I bambini di età inferiore o uguale ai sei anni assommavano a 11.279, dei quali 5.947 maschi e 5.332 femmine. Infine, coloro che erano in grado di saper almeno leggere e scrivere erano 59.390, dei quali 33.361 maschi e 26.029 femmine.